# Fundació Europea de Formació
La Fundació Europea de Formació (ETF) és un organisme de la Unió Europea (UE) que vetlla per la promoció de la Formació Professional en països no comunitaris.

## Història
Fou creada l'any 1990 per consens entre el Consell de la Unió Europea i el Parlament Europeu, entrant en funcionament el gener de 1994. Des dels seus inicis la seva seu ha estat ubicada a la ciutat italiana de Torí.
El seu actual director executiu és la romanesa Madlen Serban.

## Funcions
La Fundació contribueix a la millora de la Formació Professional en països no comunitaris, en la seva majoria en països candidats a integrar-se a la Unió i a l'Àfrica del Nord, l'Orient Pròxim, la zona dels Balcans i l'antiga Unió Soviètica.
La Fundació oferix a aquests països perspectives, coneixements tècnics i experiència en la formació de persones per a nous treballs i en el desenvolupament de programs d'aprenentatge.
Col·labora estretament amb la seva agència germana, el Centre Europeu per al Desenvolupament de la Formació Professional, que té el mandat en l'educació i la formació professional en els Estats membres de la UE.